# Gesneria decapleura
Gesneria decapleura är en tvåhjärtbladig växtart som beskrevs av Ignatz Urban. Gesneria decapleura ingår i släktet Gesneria och familjen Gesneriaceae. Inga underarter finns listade i Catalogue of Life.